# João Pedro (wschodniotimorski piłkarz)
João Pedro da Silva Freitas (ur. 24 kwietnia 1998 w Ainaro) – wschodniotimorski piłkarz grający na pozycji skrzydłowego w klubie Angkor Tiger FC oraz reprezentacji Timoru Wschodniego. 
W swojej karierze grał także w wschodniotimorskich klubach Sport Laulara e Benfica i Lalenok United, tajskim Ubon United, malezyjskim UiTM United, SL Benfica de Macau oraz PSM Makassar. W kadrze narodowej zadebiutował 1 września 2018 w meczu z Brunei. Pierwszą bramkę zdobył 17 listopada 2018 przeciwko Filipinom. 5 września 2024 strzelił hat-tricka w wygranym 4:1 starciu z Mongolią, który zapewnił Timorowi Wschodniemu awans do trzeciej rundy eliminacji do Pucharu Azji 2027 po wygranym dwumeczu 4:3.